# Titanzinho
O Titanzinho é uma comunidade que se constituiu como um vilarejo de pescadores, posicionada ao longo da costa adjacente ao Porto de Mucuripe, no bairro Cais do Porto, próximo ao mar, no Ceará, Brasil. Apesar de seu tamanho compacto e de sua localização isolada, o Titanzinho foi aclamado por suas contribuições à cultura do surfe brasileiro, bem como por seus esforços para promover a capacitação social e a formação de uma identidade comunitária coesa.
Antes das intervenções urbanas da década de 1960, a área onde hoje se encontra a comunidade do Titanzinho era conhecida principalmente como uma vila de pescadores. A enseada do Mucuripe, antes relativamente intocada e exótica, abrigava os povos indígenas do Ceará que viviam de forma rústica. 

## O nome Titanzinho
A história do Titanzinho remonta à construção dos muros de pedra no Porto do Mucuripe, onde os trabalhadores utilizavam máquinas conhecidas como "Titans" para realizar seu trabalho. Quando esses trabalhadores se estabeleceram nas proximidades, formaram uma comunidade que viria a ser conhecida como Titanzinho. O próprio nome homenageia as máquinas Titan que desempenharam um papel no desenvolvimento da área.

## Cultura do surfe
A cultura do surf no Titanzinho está ligada às suas características geográficas e condições climáticas. Beneficiada por ondas consistentes e padrões de vento favoráveis, a praia recebe muitos surfistas de todas as idades e níveis de habilidade. A criação das escolas de surfe do Titanzinho marcou a história da comunidade, proporcionando aos jovens locais a oportunidade de aprimorar suas habilidades de surfe sob a orientação de instrutores. Fundada com o objetivo de proporcionar saídas construtivas para as crianças e combater a ociosidade social, as escolas de surfe produziram muitos surfistas que alcançaram fama nacional e internacional, como por exemplo, Pablo Paulino, bicampeão mundial pro-junior; Tita Tavares, campeã mundial; e Fabio Silva, campeão mundial.

## Impacto social
Historicamente, a violência e o uso de drogas têm sido predominantes entre os surfistas, especialmente em áreas como o Titanzinho. No entanto, uma mudança notável em direção à profissionalização está surgindo entre alguns surfistas. Esses indivíduos estão optando pela abstenção ou pelo uso moderado de substâncias, com o objetivo de manter o alto desempenho no esporte e, ao mesmo tempo, minimizar os impactos negativos associados ao abuso de substâncias.
As escolas de surfe, juntamente com outras iniciativas, têm gerado impacto na criação de um senso de orgulho, propósito e pertencimento entre os moradores do Titanzinho, especialmente entre os jovens.

## Desafios e oportunidades
O Titanzinho enfrenta uma série de desafios que ameaça sua sustentabilidade e desenvolvimento em longo prazo. Questões como infraestrutura inadequada, incluindo a falta de instalações de saneamento básico e estradas não pavimentadas, prejudicam a qualidade de vida dos moradores e limitam o potencial de crescimento da comunidade. O apelo por assistência governamental e investimento em serviços essenciais, como creches e instalações recreativas, reflete as esperanças dos residentes em um futuro melhor.